# Municipio de Big Bottom-Wycough-Logan
El municipio de Big Bottom-Wycough-Logan (en inglés: Big Bottom-Wycough-Logan Township) es un municipio ubicado en el condado de Independence en el estado estadounidense de Arkansas. En el año 2010 tenía una población de 1927 habitantes y una densidad poblacional de 10,55 personas por km².

## Geografía
El municipio de Big Bottom-Wycough-Logan se encuentra ubicado en las coordenadas 35°42′32″N 91°23′20″O / 35.70889, -91.38889. Según la Oficina del Censo de los Estados Unidos, el municipio tiene una superficie total de 182.57 km², de la cual 177,75 km² corresponden a tierra firme y (2,64 %) 4,82 km² es agua.

## Demografía
Según el censo de 2010, había 1927 personas residiendo en el municipio de Big Bottom-Wycough-Logan. La densidad de población era de 10,55 hab./km². De los 1927 habitantes, el municipio de Big Bottom-Wycough-Logan estaba compuesto por el 96,32 % blancos, el 0,88 % eran afroamericanos, el 0,36 % eran amerindios, el 0,05 % eran asiáticos, el 1,35 % eran de otras razas y el 1,04 % eran de una mezcla de razas. Del total de la población el 2,08 % eran hispanos o latinos de cualquier raza.